# Barksjön, Västergötland
Barksjön är en sjö i Svenljunga kommun i Västergötland och ingår i Ätrans huvudavrinningsområde. Sjön är 5,5 meter djup och har en yta på 0,02 kvadratkilometer.